# Michael Špaček
Michael Špaček (* 9. April 1997 in Marienbad) ist ein tschechischer Eishockeyspieler, der seit Dezember 2024 beim HC Sparta Prag aus der tschechischen Extraliga unter Vertrag steht und dort auf der Position des Centers bzw. rechten Flügelstürmers spielt. Zuvor absolvierte Špaček unter anderem annähernd 200 Spiele in der American Hockey League (AHL).

## Karriere
Michael Špaček begann seine Karriere beim HC Pardubice, für den er in der Saison 2013/14 in der Extraliga debütierte. Bereits 2013 war er mit der U16 des Klubs tschechischer Meister dieser Altersklasse geworden. Anschließend wurde der Stürmer im CHL Import Draft 2014 in der ersten Runde an insgesamt 51. Position von den Medicine Hat Tigers aus der kanadischen Juniorenliga Western Hockey League (WHL) und beim KHL Junior Draft 2014 in der vierten Runde als insgesamt 140. Spieler vom belarussischen Klub HK Dinamo Minsk aus der Kontinentalen Hockey-Liga (KHL) gezogen. Er blieb aber noch ein weiteres Jahr in Pardubice. Nachdem sich das Talent dort als Stammspieler etabliert hatte, wurde er beim NHL Entry Draft 2015 in der vierten Runde als insgesamt 108. Spieler von den Winnipeg Jets aus der National Hockey League (NHL) ausgewählt. Er wechselte jedoch zur Saison 2015/16 nach Kanada zu den Red Deer Rebels aus der WHL, die ihn beim CHL Import Draft desselben Jahres in der ersten Runde an 47. Position gedraftet hatten.
Nach zwei Jahren bei den Rebels wechselte Špaček kurz vor Ende der Spielzeit 2016/17 in die Organisation der Winnipeg Jets, wo er bis zum Sommer 2020 für deren Farmteam Manitoba Moose knapp 200 Spiele in der American Hockey League (AHL) absolvierte. Zur Spielzeit 2020/21 kehrte der Tscheche nach Europa zurück, wo er zunächst in Finnland für Tappara Tampere auflief, bevor sich im Januar 2021 dem HC Oceláři Třinec anschloss. Mit dem Klub gewann er am Saisonende die tschechische Meisterschaft. Trotz des Erfolgs verließ Špaček sein Heimatland wieder und verbrachte die Saison 2021/22 beim Frölunda HC in der Svenska Hockeyligan (SHL). Im Sommer 2022 wechselte er in die Schweiz, wo er vom HC Ambrì-Piotta aus der National League verpflichtet wurde. Mit dem Team aus dem Tessin gewann er zum Jahreswechsel 2022 die 94. Auflage des traditionsreichen Spengler Cups. Er selbst wurde als Topscorer auch in das All-Star-Team des Turniers gewählt. Zur Spielzeit 2024/25 wechselte der Offensivspieler innerhalb der Schweiz zum Ligarivalen Genève-Servette HC.
In Genf fand sich Špaček jedoch nicht heimisch und erzielte in 21 Saisonspielen bis Anfang Dezember 2024 nur einen Treffer bei zwölf Torvorlagen. Der Vertrag wurde daher aufgelöst und der Tscheche wechselte umgehend zum HC Sparta Prag in die heimische Extraliga.

### International
Špaček nahm im Nachwuchsbereich zunächst an den U18-Weltmeisterschaften 2014, als das Team Vizeweltmeister wurde, und 2015 teil. Für die tschechische U20-Nationalmannschaft bestritt er die U20-Weltmeisterschaften 2015, 2016 und 2017.
In der Folge absolvierte der Stürmer mit der A-Nationalmannschaft seines Heimatlandes mit der Weltmeisterschaft 2021 sein erstes großes Turnier. Auch 2022, als die Bronzemedaille gewonnen wurde, 2023 und 2025 nahm er an der Weltmeisterschaft teil. Zudem vertrat er die tschechische Auswahl bei den Olympischen Winterspielen 2022 in Peking.

## Erfolge und Auszeichnungen
- 2021 Tschechischer Meister mit dem HC Oceláři Třinec
- 2022 Spengler-Cup-Gewinn mit dem HC Ambrì-Piotta
- 2022 Topscorer des Spengler Cups
- 2022 All-Star-Team des Spengler Cups

### International
- 2014 Silbermedaille bei der U18-Junioren-Weltmeisterschaft
- 2022 Bronzemedaille bei der Weltmeisterschaft

## Karrierestatistik
Stand: Ende der Saison 2024/25

### International
Vertrat Tschechien bei:
| - U18-Junioren-Weltmeisterschaft 2014 - U20-Junioren-Weltmeisterschaft 2015 - U18-Junioren-Weltmeisterschaft 2015 - U20-Junioren-Weltmeisterschaft 2016 - U20-Junioren-Weltmeisterschaft 2017 | - Weltmeisterschaft 2021 - Olympischen Winterspielen 2022 - Weltmeisterschaft 2022 - Weltmeisterschaft 2023 - Weltmeisterschaft 2025 |

(Legende zur Spielerstatistik: Sp oder GP = absolvierte Spiele; T oder G = erzielte Tore; V oder A = erzielte Assists; Pkt oder Pts = erzielte Scorerpunkte; SM oder PIM = erhaltene Strafminuten; +/− = Plus/Minus-Bilanz; PP = erzielte Überzahltore; SH = erzielte Unterzahltore; GW = erzielte Siegtore; 1 Play-downs/Relegation; Kursiv: Statistik nicht vollständig)